# Estação Ferroviária de Abrantes
A estação ferroviária de Abrantes é uma interface das Linhas da Beira Baixa e do Leste, que serve a cidade de Abrantes, no distrito de Santarém, em Portugal. Foi inaugurada em 7 de Novembro de 1862.

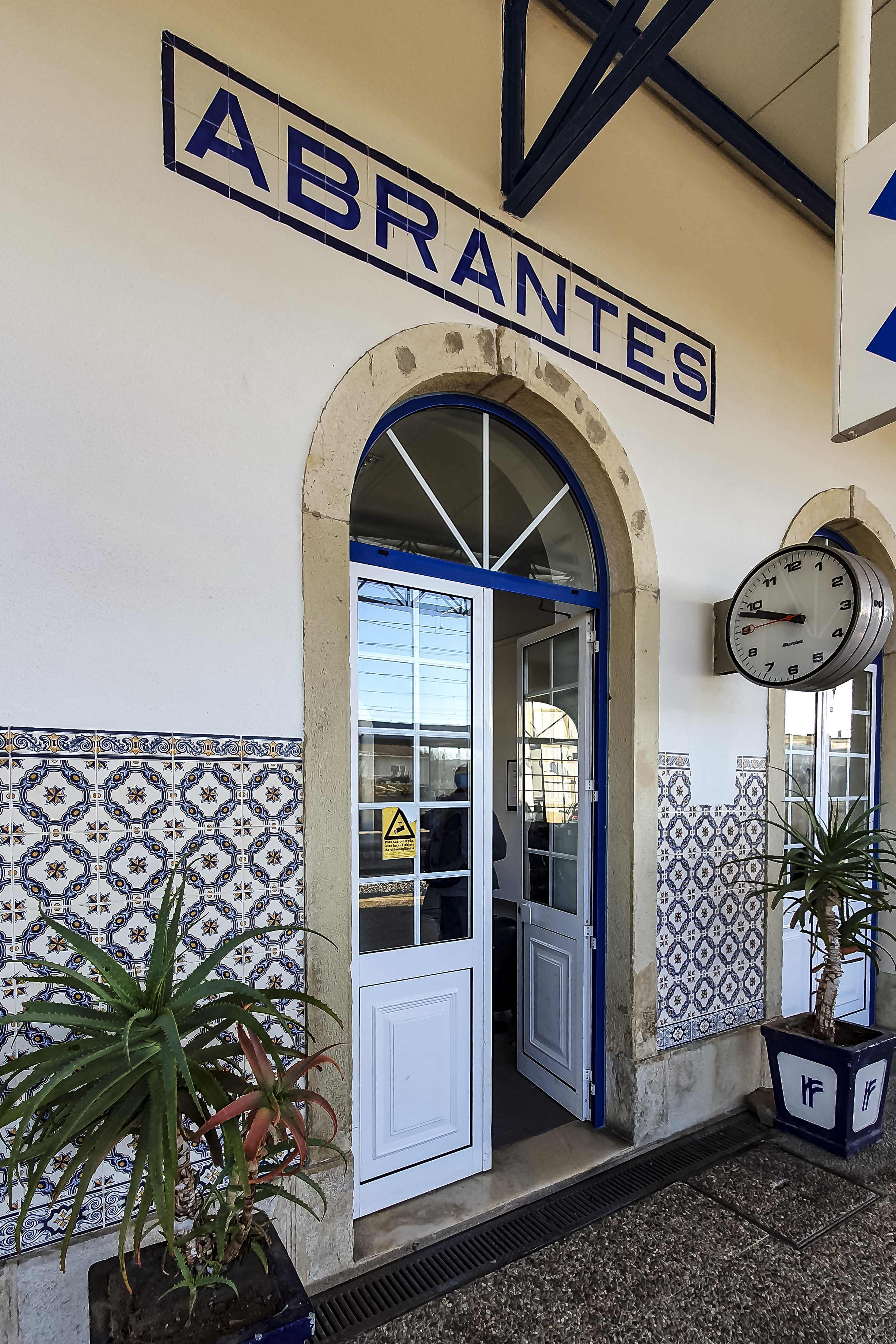
Pormenor da estação em 2021.

## Descrição

### Localização e acessos
Esta interface encontra-se junto à Rua da Estação de Abrantes, na localidade (sede de antiga freguesia) de Rossio ao Sul do Tejo (também chamada Rossio de Abrantes), um subúrbio da cidade de Abrantes situado na margem oposta do Rio Tejo; a estação contígua a nascente, Alferrarede, situa-se ligeiramente mais próxima do centro da cidade do que esta Estação de Abrantes, apesar do nome.

### Infraestrutura
Esta interface apresenta três vias de circulação (I, II, e III), respetivamente com 508, 311, e 271 m de extensão e cada uma acessível por plataforma de 207 m de comprimento e 685 mm de altura; existem ainda seis vias secundárias (IV, V, VI, VII, VIII, e G1) com comprimentos entre 84 e 248 m; com exceção de uma (G1), todas estas vias estão eletrificadas em toda a sua extensão. O edifício de passageiros situa-se do lado nordeste da via (lado esquerdo do sentido ascendente, para a Guarda).
Nesta estação a Linha do Leste entronca na Linha da Beira Baixa no lado direito do seu enfiamento descendente, bifurcando-se a via para sudeste e possibilitando percusos diretos Entroncamento-Covilhã e Entroncamento-Elvas, enquanto que o percurso Covilhã-Elvas tem de infletir aqui. Fruto desse entroncamento, esta estação é um ponto de câmbio nas características da via férrea e do seu uso:
| característica | Beira Baixa desc. | Beira Baixa desc. | Beira Baixa asc. | Beira Baixa asc. | Leste | Leste      |
| -------------- | ----------------- | ----------------- | ---------------- | ---------------- | ----- | ---------- |
| eletrificação  | Entroncamento     | 25 kV ~ 50 Hz     | Guarda           | 25 kV ~ 50 Hz    | Elvas | —          |
| circulação     | Entroncamento     | central           | Guarda           | central          | Elvas | local      |
| reg. expl.     | Entroncamento     | RCI               | Covilhã          | RCI              | Elvas | RCT        |
| con. aut. vel. | Entroncamento     | EBICAB            | Guarda           | EBICAB           | Elvas | —          |
| comunicações   | Entroncamento     | rádio             | Guarda           | rádio            | Elvas | —          |
| compr. máx.    | Entroncamento     | 570 m             | Fundão           | 525 m            | Elvas | 600 m      |
| contorno       | Entroncamento     | PT b+ (CPb+)      | Mouriscas-A      | PT b+ (CPb+)     | Elvas | PT b (CPb) |

Nesta estação a quilometragem da Linha da Beira Baixa passa do PK 134+919 (fim do segmento 251, com o zero em Santa Apolónia) para novo PK 0+000 (início do segmento 252), enquanto que aqui tem início a Linha do Leste, ao seu PK 134+919 (início do segmento 271) — esta contradição é fruto das mudanças de designação e consistório das linhas do Leste e da Beira Baixa ao longo das suas histórias (q.v.).

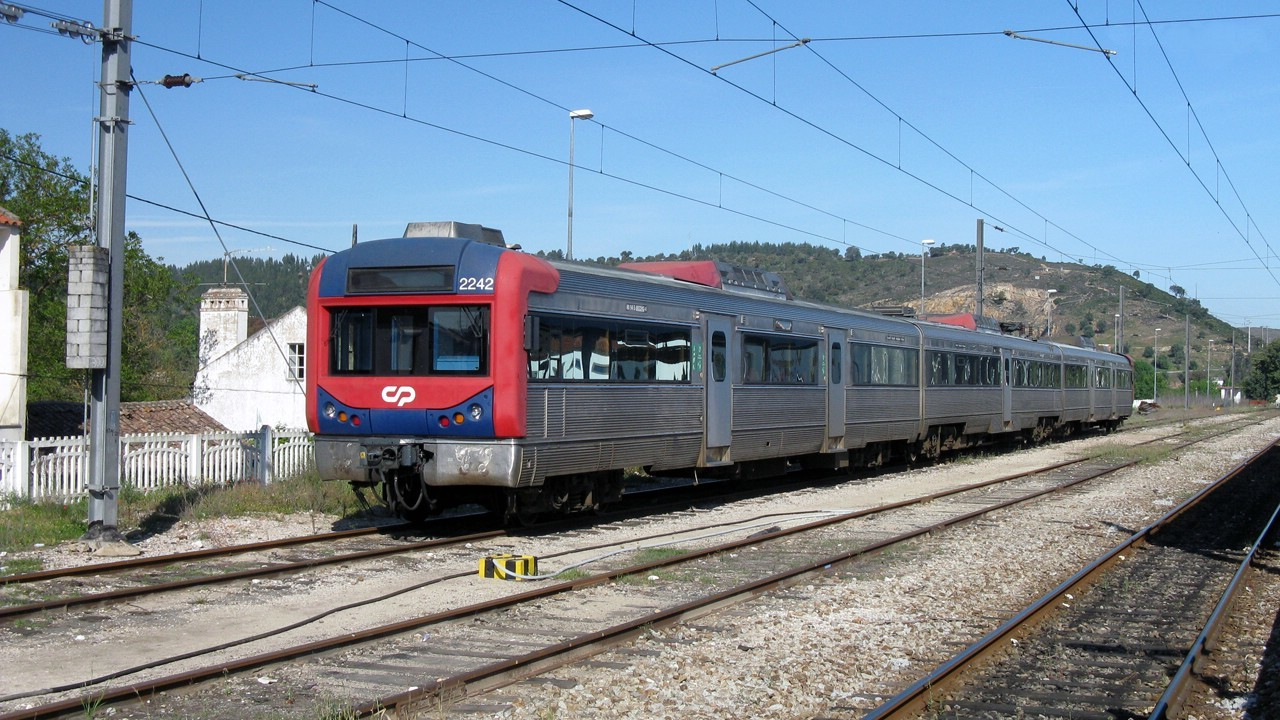
Automotora elétrica 2242 em Abrantes, em serviço regional, em 2009.

Situa-se junto a esta estação a substação de tração de Abrantes,  contratada à C.P., que assegura aqui a eletrificação de dois segmentos da rede, ambos limitados pela zona neutra de Abrantes: um até à zona neutra da Barquinha e outro até à zona neutra da Belver; a Linha do Leste, que aqui entronca, não é eletrificada.

### Serviços
Em dados de 2023, esta interface é servida por comboios de passageiros da C.P. de tipo inter-cidades no serviço Lisboa-Guarda (via Castelo Branco), com três circulações diárias em cada sentido, de tipo regional, com cinco circulações diárias em cada sentido entre Entroncamento e Guarda, Castelo Branco, Covilhã, ou Abrantes, e de tipo internacional no serviço “Raiano”, com duas circulações diárias em cada sentido entre Badajoz e o Entroncamento.

## História

### Antecedentes
Antes da construção das vias férreas, existiam grandes problemas de comunicações na região entre Torres Novas, Tomar e Abrantes, sendo principalmente utilizado o transporte fluvial, através do Rio Tejo. No entanto, o rio era de navegação perigosa, especialmente de Inverno, enquanto que no Verão era intransitável. A rede de estradas estava em péssimo estado, sendo os principais eixos terrestres as estradas reais.

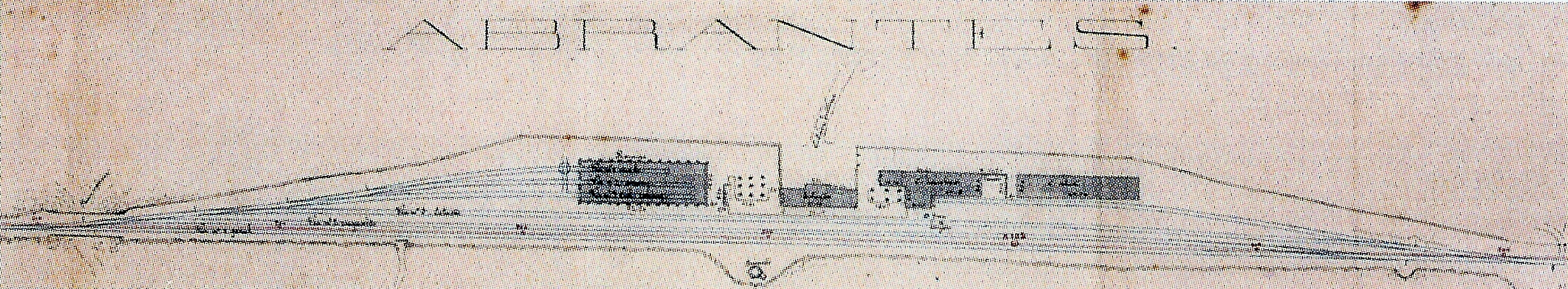
Diagrama da estação, em 1871.

### Planeamento, construção e inauguração
Desde os primeiros planos para o Caminho de Ferro do Leste que esteve prevista a instalação de uma gare ferroviária na zona do Rossio ao Sul do Tejo, de forma a servir a vila de Abrantes. Em Agosto de 1855, o engenheiro Thomaz Rumball apresentou um relatório sobre os estudos que tinha feito sobre a continuação da linha férrea além de Santarém até à fronteira, onde propôs três percursos. A terceira opção saía de Santarém e seguia por Tancos e Abrantes, Ponte de Sor, Crato e Monforte, terminando em Badajoz. A linha atravessaria o Rio Tejo logo após Santarém, através do Mouchão do Inglês, na zona da Boa Vista, e continuaria ao longo da margem Sul até à Cabeça do Canedo, onde viraria para sul, tendo uma estação pouco depois, na zona do Rossio de Abrantes. Rumball defendeu particularmente a necessidade de instalar ali a estação, por ser o centro para onde vinham os produtos do Alentejo, provenientes de Monforte, Portalegre, Elvas, Estremoz e de outros pontos.
No ano seguinte, o engenheiro Wattier foi encarregado de estudar os traçados das linhas do Norte e Leste, tendo igualmente apresentado três propostas para esta última, uma delas atravessando o Tejo em Constância, com uma estação no Rossio de Abrantes. Numa carta de 26 de Junho de 1856, o rei D. Pedro V também defendeu a passagem por Abrantes: «As linhas férreas, sobretudo para nós, são mais do que agentes de produção, são também linhas estratégicas. Assim por exemplo: a linha de Espanha é indispensável que passe por Abrantes e Constância, e que roce as fortificações de Elvas». Para a Linha do Norte, uma das propostas de Wattier saía de Santarém e passava por Constância, Abrantes, Coimbra, Viseu e Lamego, terminando em Vila Nova de Gaia, embora considerasse este percurso pouco provável pela zona montanhosa que seria necessário atravessar.

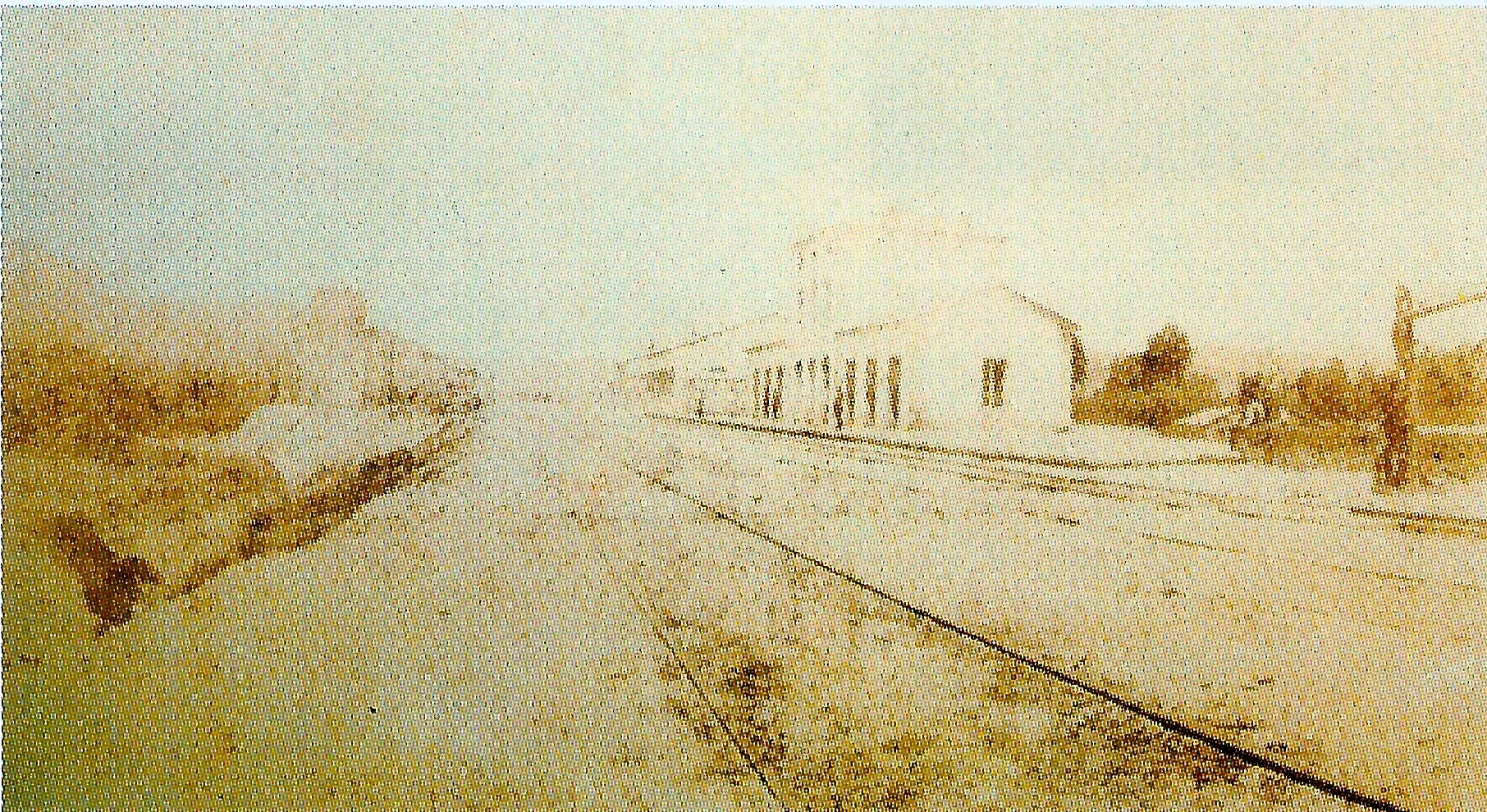
Fotografia da estação, na segunda metade do século XIX

Uma portaria de 3 de Novembro de 1862 autorizou a abertura ao serviço do lanço entre esta estação e Santarém, tendo entrado ao serviço em 7 de Novembro, pela Companhia Real dos Caminhos de Ferro Portugueses, como parte da Linha do Leste. Com a inauguração, verificou-se uma grande alteração no modo de exploração da linha, e foi criado um comboio ascendente e outro descendente até esta estação. O lanço seguinte da linha, até ao Crato, foi aprovado por uma portaria de 7 de Abril de 1863, e entrou ao serviço em 5 de Maio. Com esta abertura, os comboios ascendentes e descendentes foram prolongados até ao Crato.
Durante a construção da linha, esta e outras estações ficaram originalmente sem estradas de acesso, ou então apenas com caminhos de terra batida, situação que reduziu consideravelmente o seu movimento. Numa carta enviada em 1 de Junho de 1863 ao governo, o administrador delegado D. José de La Fuente pediu que fossem tomadas medidas para resolver esta situação, tendo relatado que «em poucas semanas a linha do Leste achar-se-à inteiramente entregue à exploração, e, apesar disso, importantes pontos intermédios, tais como Santarém, Abrantes, etc., estão, por assim dizer, sem comunicação com as estações circunvizinhas. [...] Bastam alguns dias de chuva para tornar impraticáveis os caminhos, tais como hoje existem, e reduzir a metade as nossas receitas». A linha foi concluída com a inauguração até à fronteira com Espanha, em 24 de Setembro de 1863.

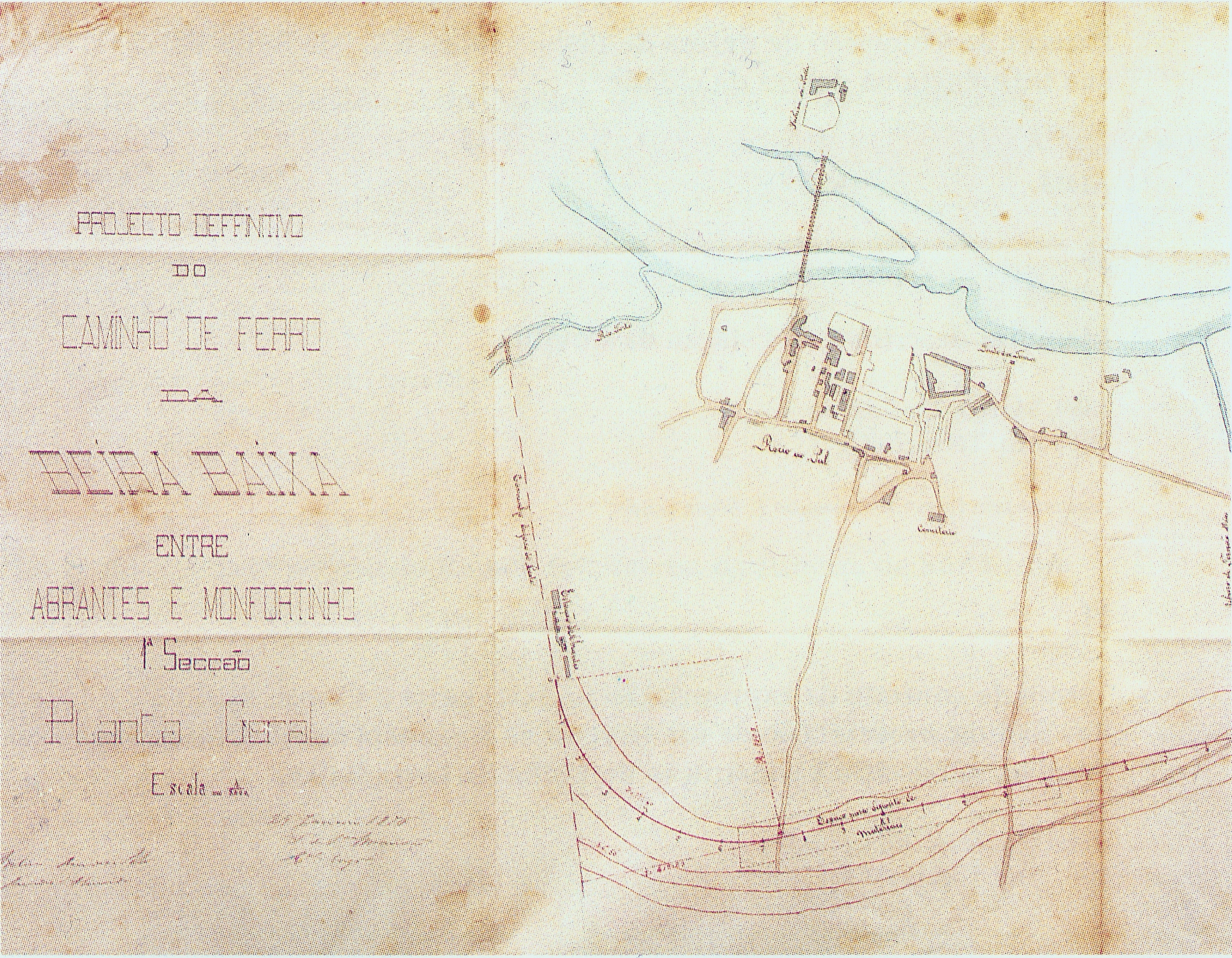
Carta de 29 de Janeiro de 1876, mostrando o projecto para a Linha da Beira Baixa na saída desta estação, ainda com término previsto em Monfortinho

### Ligação à Linha da Beira Baixa
Em Março de 1873, foi apresentado ao parlamento um projecto de lei para uma linha férrea de Abrantes a Monfortinho, com um ramal para a Covilhã. Em 1 de Fevereiro de 1879, o Ministro Lourenço de Carvalho apresentou uma proposta de lei para a construção da linha de Abrantes a Monfortinho. Uma lei de 26 de Abril de 1883 ordenou a abertura do concurso para a Linha da Beira Baixa, tendo o ponto terminal sido modificado para a estação da Guarda, na Linha da Beira Alta. O contrato para a linha foi assinado em 29 de Julho de 1885, tendo as obras começado nos finais desse ano, e foi inaugurada em 6 de Setembro de 1891. Após a conclusão da Linha da Beira Baixa, a Companhia Real organizou, nos dias 5 e 6 de Setembro, comboios especiais de Abrantes até Castelo Branco e Covilhã, para que o público pudesse visitar a nova linha. Nesse mesmo ano foi aberto concurso para a construção do alpendre sobre a gare no edifício de passageiros, a cobrir área de 1046 m².
Em 4 de Novembro de 1887, iniciou-se a circulação do comboio internacional Sud Expresso, que ligava Lisboa a Calais, seguindo originalmente por Abrantes, Torre das Vargens e Marvão. Em 1895, verificou-se uma alteração no percurso deste comboio, que passou a circular pela Linha da Beira Alta. Em 16 de Maio de 1893, a Gazeta dos Caminhos de Ferro noticiou que esta estação estava a ser alvo de obras de ampliação. Em 2 de Março de 1895, ocorreu uma grande cheia no Rio Tejo em Abrantes, que quase atingiu a estação.

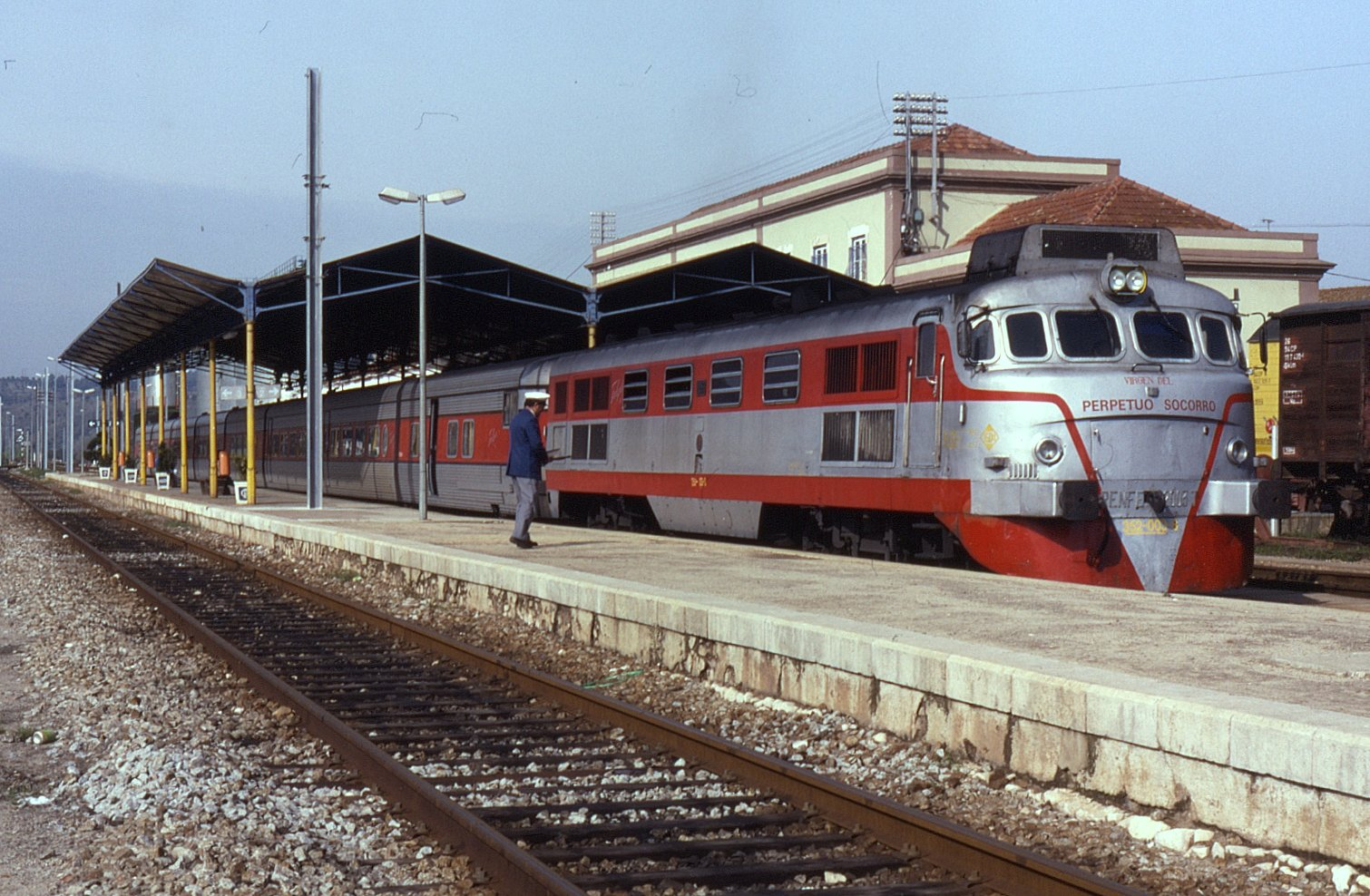
Talgo nesta estação em 1993, em serviço internacional.

### Século XX
Após a implantação da República, a câmara municipal da Chamusca e a Comissão Paroquial de Montargil enviaram uma representação ao governo, de forma a pedir que a linha até Mora fosse prolongada até esta estação ou Entroncamento, servindo pelo caminho (ao longo da margem sul do Rio Tejo) a Chamusca e outras localidades do concelho. Em 1913, existia uma carreira de diligências entre a estação e a vila de Abrantes.
Em 1934, a Companhia dos Caminhos de Ferro Portugueses realizou obras de reparação nesta interface, e em 1936 construiu um armazém de víveres, planeado por Cottinelli Telmo.
Entre 10 e 13 de Fevereiro de 1979, a estação foi novamente atingida por cheias, tendo a sala de espera ficado alagada. Em 17 de Maio de 1995, foi organizado um comboio especial entre o Pego e Abrantes, como parte de uma excursão de vários membros do governo às zonas centro e Norte do país, para visitar as obras da Rede Rodoviária Nacional.

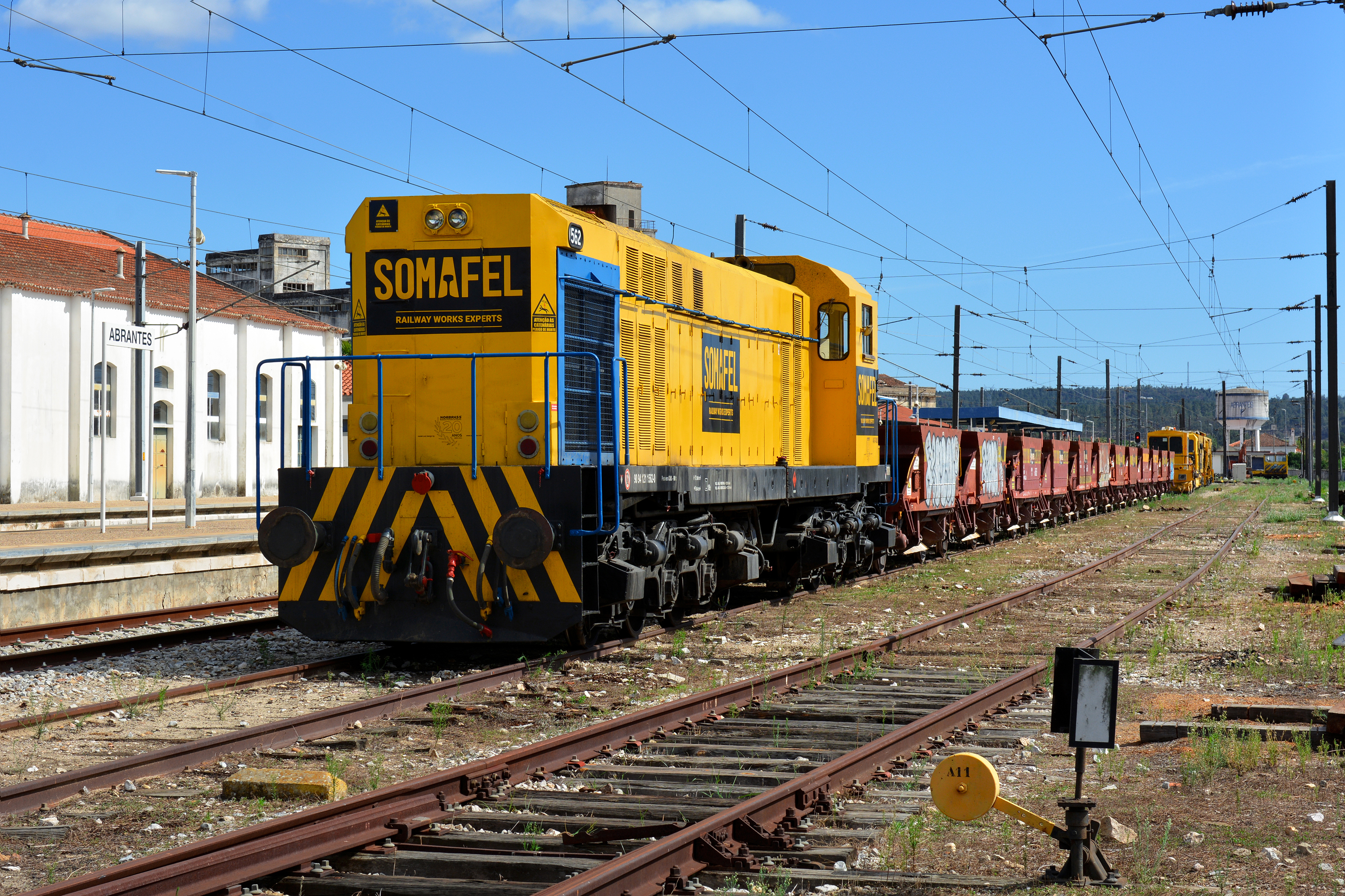
Locomotiva 1562 rebocando balastro na estação de Abrantes em 2022.

### Século XXI
Segundo o Directório da Rede 2012, publicado pela Rede Ferroviária Nacional em Janeiro de 2011, esta estação apresentava três vias de circulação, com 508, 311 e 271 m de comprimento; as duas plataformas tinham ambas 207 m de extensão, e 70 cm de altura, — valores mais tarde ampliados para os atuais.